# Storviks samrealskola
Storviks samrealskola var en realskola i Storvik verksam från 1924 till 1969. 

## Historia
Skolan inrättades 1920 som högre folkskola, vilken 1 januari 1924 ombildades till en kommunal mellanskola. Denna ombildades från 1945 successivt till Storviks samrealskola.
Realexamen gavs från 1924 till 1969.
Skolbyggnaden uppfördes 1914.